# Distrito electoral de Pinckneyville n.º 3
Pinckneyville No. 3 (en inglés: Pinckneyville No. 3 Precinct) es un distrito electoral ubicado en el condado de Perry en el estado estadounidense de Illinois. En el Censo de 2010 tenía una población de 756 habitantes y una densidad poblacional de 8,24 personas por km².

## Geografía
Según la Oficina del Censo de los Estados Unidos, Pinckneyville No. 3 tiene una superficie total de 91.7 km², de la cual 90.12 km² corresponden a tierra firme y (1.72%) 1.58 km² es agua.

## Demografía
Según el censo de 2010, había 756 personas residiendo en Pinckneyville No. 3. La densidad de población era de 8,24 hab./km². De los 756 habitantes, Pinckneyville No. 3 estaba compuesto por el 96.43% blancos, el 0.79% eran afroamericanos, el 0% eran amerindios, el 0.93% eran asiáticos, el 0% eran isleños del Pacífico, el 0% eran de otras razas y el 1.85% pertenecían a dos o más razas. Del total de la población el 1.59% eran hispanos o latinos de cualquier raza.